# イグナツィオ・ギュンティ
イグナツィオ・ギュンティ（Ignazio Giunti、1941年8月30日 - 1971年1月10日 ）は、イタリア・ローマ出身のレーシングドライバー。
イタリア語での名前の正しい読み方はイニャツィオ・ジュンティが近い。

## 略歴
1960年代後半から数々のスポーツカーレースに参戦。1968年にはアルファロメオのマシンを駆ってタルガ・フローリオで2位、ル・マン24時間レースでも4位を獲得している。

### F1
1970年、スクーデリア・フェラーリからクレイ・レガツォーニとシートをシェアしながらもF1に参戦（もう1つのシートはジャッキー・イクスが手にしていた）。デビュー戦となったベルギーGPで4位に入賞し注目を集めるも、レギュラーの座をレガツォーニに奪われてしまい、この年のF1参戦はわずか4戦に留まる。
しかし同年フェラーリのマシンを駆って参戦したセブリング12時間レースやタルガ・フローリオで勝利を挙げるなど、スポーツカーの方では依然として好調ぶりをアピール。フェラーリとの翌年の契約も済ませていた。

### ブエノスアイレス1000kmでの悲劇
しかし年が明けた1971年、国際メーカー選手権の開幕戦となったブエノスアイレス1000kmで悲劇が起こる。
165周で行われるレースの36周目、ジャン＝ピエール・ベルトワーズの駆るマトラ・シムカMS660がエンジントラブルを起こし最終コーナーでストップ。まだレース序盤でピットが近かったこともあり、ベルトワーズはピットに向けてマシンを押し始める。しかし、後続車が急ブレーキをかけて避けていくという危険な状況だったため、マーシャルはベルトワーズにマシンを置いて安全な場所へ退避するよう指示。
その直後、38周目を走行していたギュンティが駆るフェラーリ・312PBが最終コーナーに差し掛かる。しかし前を走るマシンに視界を遮られていたため、そのマシンを抜こうとアウト側にマシンを振ろうとしたところにコース内に止まるベルトワーズのマシンが現れることとなり、避ける間もなく激突。マシンが爆発炎上し、直ちに消火作業が行われたが、マシンは骨組を残して焼け落ち、車内で焼死した。29歳没。

#### 事故原因
この事故は、ピットに向けてマシンを押していたベルトワーズの無謀な行為と、マーシャルの不手際が原因とされている。
ベルトワーズがピットに向けてマシンを押していた際、後続車が急ブレーキをかけて避けていくという危険な状況だったにもかかわらず、マーシャルは危険を知らせるためのイエローフラッグを振っていなかった。またギュンティのマシンを消火時においても、運営側がレースを中断させることもなければマーシャルが後続車に回避指示を送ることもしなかった。
またこの事故は、マシンを押していたベルトワーズがマーシャルの指示を受けてマシンから離れようとした直後に起きたため、ベルトワーズの行動があと少しでも遅れていればベルトワーズ自身も巻き込まれかねない、重大な事故であった。
このため、この事故は主催側の運営の怠慢とベルトワーズの無謀な行為が引き起こした「人災」とされアルゼンチン警察が介入、ベルトワーズが逮捕される事態に発展した（のちにベルトワーズは保釈金を払って釈放されている）。

## 人物
- ギュンティのヘルメットはアステカ神話の太陽神をモチーフとしたデザインが施されており、一際異彩を放つものであった。

## F1での年度別成績
| 年     | チーム     | シャシー | 1   | 2   | 3   | 4     | 5   | 6      | 7   | 8   | 9     | 10      | 11  | 12  | 13  | WDC  | ポイント |
| ------ | ---------- | -------- | --- | --- | --- | ----- | --- | ------ | --- | --- | ----- | ------- | --- | --- | --- | ---- | -------- |
| 1970年 | フェラーリ | 312B     | RSA | ESP | MON | BEL 4 | NED | FRA 14 | GBR | GER | AUT 7 | ITA Ret | CAN | USA | MEX | 17位 | 3        |